# イジー・レヘチカ
イジー・レヘチカ（Jiří Lehečka, チェコ語発音: [ˈjɪr̝iː ˈlɛɦɛt͡ʃka]; 2001年11月8日 - ）は、チェコ出身の男子プロテニス選手。身長185cm、体重80kg。右利き、バックハンドは両手打ち。ATPツアーでシングルス2勝を挙げている。自己最高ランキングはシングルス23位、ダブルス144位。コーチはミハル・ナヴラーティル。

## 選手経歴

### ジュニア時代
2019年に18歳でチェコ代表としてデビスカップに参加した。

### 2020年 プロ転向
2020年からプロ転向を果たす。

### 2021年 チャレンジャー初優勝
2021年6月のミラノ・チャレンジャーのダブルスでチャレンジャー初優勝。翌7月のタンペレ・チャレンジャーでニコラス・キッカーを破りシングルスでチャレンジャー初優勝。8月の全米オープンで初めてグランドスラムの予選に参加し、予選3回戦のイルケル戦まで勝ち進んだ。
2021年シーズンはチャレンジャーのシングルスで2大会優勝・2大会準優勝、ダブルスでは3大会優勝を果たす。年始でシングルス354位・ダブルス482位だった順位は、年末には141位・234位まで上昇した。

### 2022年 トップ100入り
1月の全豪オープンでは、予選のモー、パーセル、ポプコらを下し、グランドスラム本戦デビュー。1回戦で第26シードのディミトロフと対戦し、3-1で敗れた。2月のABNアムロ世界テニス・トーナメントで予選を勝ち抜き本戦入りすると、1回戦で当時12位のシャポバロフを2-0で下す。続く2回戦のファン・デ・ザンツフープも2-1で下す。10月のストックホルム・オープンでは1回戦で第6シードのグリゴール・ディミトロフを6-4, 1-6, 7-6(5)で下す。2回戦でエミル・ルースブオリに2-6, 2-6で敗退。

### 2023年 全豪ベスト8 トップ30入り
全豪オープンでは3回戦で第11シードのキャメロン・ノーリーを6-7(8), 6-3, 3-6, 6-1, 6-4のフルセットで、4回戦では第6シードのフェリックス・オジェ＝アリアシムを4-6, 6-3, 7-6(2), 7-6(3)の逆転で下して、グランドスラム初のベスト8進出を果たした。準々決勝では第3シードのステファノス・チチパスに3-6, 6-7(2), 4-6のストレートで敗れた。ウィンストン・セーラム・オープンでは準決勝でセバスチャン・コーダが棄権したことでツアー初の決勝進出となるも、決勝ではセバスティアン・バエスに4-6, 3-6のストレートで敗れ、準優勝を飾った。大会後には世界ランキング29位となり、トップ30入りを果たした。

### 2024年 ツアー初優勝 トップ25入り
アデレード国際では準決勝でセバスチャン・コーダを6-2, 6-1のストレートで下して決勝進出。決勝ではジャック・ドレイパーを4-6, 6-4, 6-3の逆転で破り、ツアー初優勝を果たして幸先の良いシーズンスタートを切り、大会後にはトップ25入りとなった。3月のBNPパリバ・オープンでは3回戦でアンドレイ・ルブレフを6-4, 6-4、4回戦ではステファノス・チチパスを6-2, 6-4のストレートで下して、マスターズ1000ベスト8進出を果たした。準々決勝ではヤニック・シナーに3-6, 3-6のストレートで敗退。5月のマドリード・オープンでは4回戦でクレーキングのラファエル・ナダルを7-5, 6-4のストレートで破り、ベスト8進出。準々決勝のダニール・メドベージェフ戦では相手の棄権により、マスターズ1000ベスト4進出を果たしたが、準決勝のフェリックス・オジェ＝アリアシム戦で自身が背中の棄権することとなり、初の決勝進出を逃した。10月のアントワープでは決勝進出するも、決勝でロベルト・バウティスタ・アグートに5-7, 1-6のストレートで敗れ、準優勝となった。

## 成績
略語の説明
| W | F | SF | QF | #R | RR | Q# | LQ | A | Z# | PO | G | S | B | NMS | P | NH |

W=優勝, F=準優勝, SF=ベスト4, QF=ベスト8, #R=#回戦敗退, RR=ラウンドロビン敗退, Q#=予選#回戦敗退, LQ=予選敗退, A=大会不参加, Z#=デビスカップ/BJKカップ地域ゾーン, PO=デビスカップ/BJKカッププレーオフ, G=オリンピック金メダル, S=オリンピック銀メダル, B=オリンピック銅メダル, NMS=マスターズシリーズから降格, P=開催延期, NH=開催なし.

### シングルス
| 大会           | 2021 | 2022 | 2023 | 2024 | 2025 | 通算成績 |
| -------------- | ---- | ---- | ---- | ---- | ---- | -------- |
| 全豪オープン   | A    | 1R   | QF   | 2R   | 4R   | 8-4      |
| 全仏オープン   | A    | 1R   | 2R   | A    | 3R   | 3-3      |
| ウィンブルドン | A    | 1R   | 4R   | A    | 2R   | 4-3      |
| 全米オープン   | Q3   | 1R   | 1R   | 3R   |      | 2-3      |
| 年別           | 0-0  | 0-4  | 8-4  | 3-2  | 6-3  | 17-13    |

### 大会最高成績
| 大会                     | 成績 | 年         |
| ------------------------ | ---- | ---------- |
| ATPファイナルズ          | A    | 出場なし   |
| インディアンウェルズ     | QF   | 2024       |
| マイアミ                 | 3R   | 2023       |
| モンテカルロ             | 3R   | 2023       |
| マドリード               | SF   | 2024       |
| ローマ                   | 2R   | 2023       |
| カナダ                   | 4R   | 2025       |
| シンシナティ             | 3R   | 2024       |
| 上海                     | 3R   | 2024       |
| パリ                     | 1R   | 2023, 2024 |
| オリンピック             | A    | 出場なし   |
| デビスカップ             | QF   | 2023       |
| Next Gen ATPファイナルズ | F    | 2022       |
| ユナイテッド・カップ     | RR   | 2023       |

## ATPツアー決勝進出結果

### シングルス: 4回 (2勝2敗)
| 大会グレード                    |
| グランドスラム (0–0)            |
| ATPファイナルズ (0–0)           |
| ATPツアー・マスターズ1000 (0–0) |
| ATPツアー500 (0–0)              |
| ATPツアー250 (2–2)              |

| サーフェス別タイトル |
| ハード (2–2)         |
| クレー (0–0)         |
| 芝 (0–0)             |

| 結果   | No. | 決勝日         | 大会                   | サーフェス    | 対戦相手                         | スコア        |
| ------ | --- | -------------- | ---------------------- | ------------- | -------------------------------- | ------------- |
| 準優勝 | 1.  | 2023年8月26日  | ウィンストン・セーラム | ハード        | セバスティアン・バエス           | 4-6, 3-6      |
| 優勝   | 1.  | 2024年1月13日  | アデレード             | ハード        | ジャック・ドレイパー             | 4-6, 6-4, 6-3 |
| 準優勝 | 2.  | 2024年10月20日 | アントワープ           | ハード (室内) | ロベルト・バウティスタ・アグート | 5-7, 1-6      |
| 優勝   | 2.  | 2025年1月5日   | ブリスベン             | ハード        | ライリー・オペルカ               | 4-1 途中棄権  |

## ATPチャレンジャーツアー・ITFワールドテニスツアー決勝

### シングルス: 5勝6敗
| 大会グレード別                   |
| -------------------------------- |
| ATPチャレンジャーツアー (2勝2敗) |
| ITFワールドテニスツアー (3勝4敗) |

| サーフェス別    |
| --------------- |
| ハード (1勝4敗) |
| クレー (4勝2敗) |
| グラス (0勝0敗) |

| 結果   | 勝-敗 | 日時       | トーナメント                    | サーフェス    | 対戦相手                       | スコア        |
| ------ | ----- | ---------- | ------------------------------- | ------------- | ------------------------------ | ------------- |
| 準優勝 | 0–1   | 2018年11月 | F11, ジーチャニ                 | ハード        | トマーシュ・マハーチ           | 不戦敗        |
| 準優勝 | 0–2   | 2019年5月  | M25+H, ヤブロネツ・ナド・ニソウ | クレー        | パトリック・リクル             | 6–7(3–7), 3–6 |
| 優勝   | 1–2   | 2020年9月  | M25, プラハ                     | クレー        | セバスティアン・バエス         | 3–6, 6–3, 6–4 |
| 準優勝 | 1–3   | 2020年11月 | M15 イラクリオ                  | ハード        | アドリアン・アンドレーフ       | 3–6, 4–6      |
| 優勝   | 2–3   | 2021年2月  | M15 シャルム・エル・シェイク    | ハード        | Paweł Ciaś                     | 6–1, 6–3      |
| 準優勝 | 2–4   | 2021年4月  | M25, ビール/ビエンヌ            | ハード        | ティム・ファン・ライトーフェン | 2–6, 2–6      |
| 優勝   | 3–4   | 2021年5月  | M25, ヤブロネツ・ナド・ニソウ   | クレー        | ヴィタリー・サチコ             | 6–2, 6–2      |
| 優勝   | 4–4   | 2021年7月  | タンペレ                        | クレー        | ニコラス・キッカー             | 5–7, 6–4, 6–3 |
| 準優勝 | 4–5   | 2021年7月  | ポズナン                        | クレー        | ベルナベ・サパタ・ミラリェス   | 3–6, 2–6      |
| 優勝   | 5–5   | 2021年9月  | ブカレスト                      | クレー        | フィリップ・ホランスキー       | 6–3, 6–2      |
| 準優勝 | 5–6   | 2021年11月 | ポー                            | ハード (屋内) | ラドゥ・アルボット             | 2-6, 6-7(5-7) |

### ダブルス: 4勝2敗
| 大会グレード別                   |
| -------------------------------- |
| ATPチャレンジャーツアー (3勝1敗) |
| ITFワールドテニスツアー (1敗1敗) |

| サーフェス別    |
| --------------- |
| ハード (1勝1敗) |
| クレー (3勝1敗) |
| グラス (0勝0敗) |

| 結果   | 勝-敗 | 日時       | 大会                | サーフェス    | パートナー               | 対戦相手                                                | スコア           |
| ------ | ----- | ---------- | ------------------- | ------------- | ------------------------ | ------------------------------------------------------- | ---------------- |
| 準優勝 | 0–1   | 2018年11月 | F11, ジーチャニ     | ハード        | Jiří Barnat              | Jiří Jeníček Vojtěch Vlkovský                           | 4–6, 5–7         |
| 準優勝 | 0–2   | 2019年6月  | プロスチェヨフ      | クレー        | イジー・ベセリー         | フィリップ・オスヴァルト フィリップ・ポラーシェク       | 4–6, 6–7(4–7)    |
| 優勝   | 1–2   | 2021年4月  | M25, メーアブッシュ | クレー        | ミハエル・ヴルベンスキー | ビクトル・ドゥラソビッチ マルクス・エーリクソン         | 6–3, 6–3         |
| 優勝   | 2–2   | 2021年6月  | ミラノ              | クレー        | ヴィート・コプジヴァ     | ダスティン・ブラウン トリスタン＝ザムエル・ヴァイスボン | 6–4, 6–0         |
| 優勝   | 3–2   | 2021年7月  | ポズナン            | クレー        | ズデニェク・コラーシュ   | カロル・ジェヴィエツキ アレクサンダー・ブキッチ         | 6–4, 3–6, [10–5] |
| 優勝   | 4–2   | 2021年11月 | ベルガモ            | ハード (屋内) | ズデニェク・コラーシュ   | ロイド・グラスプール ハリ・ヘリオヴァーラ               | 6–4, 6–4         |

## ジュニアグランドスラム決勝

### ダブルス: 1勝0敗
| 結果 | 年     | 大会           | サーフェス | パートナー               | 対戦相手                        | スコア   |
| ---- | ------ | -------------- | ---------- | ------------------------ | ------------------------------- | -------- |
| 優勝 | 2019年 | ウィンブルドン | グラス     | ヨナーシュ・フォレイテク | リアム・ドラクスル Govind Nanda | 7–5, 6–4 |